# Le Clairvoyant (1780)
Le Clairvoyant  est un cotre de la marine royale française, en service de 1780 à 1784.

## Histoire
Le Clairvoyant prend part à la guerre d'indépendance des États-Unis. En 1781, il navigue jusqu'au Cap-Vert au sein de la division de Suffren.
Le 14 février 1782, le navire, armé de 33 canons et commandé par l'enseigne de vaisseau d'Aché, appareille à Brest pour les Antilles avec un convoi de navires marchands et de transports de troupes dirigé par Mithon de Genouilly. Le 20 mars, il atteint Fort-Royal, en Martinique, où il rallie les escadres du vice-amiral de Grasse. Du 9 au 12 avril 1782, le navire prend part à la bataille des Saintes. Il s'échappe sans grand dommage vers la Guadeloupe, aux côtés de L'Astrée, la frégate de La Pérouse. Le futur général vendéen François Athanase Charette de La Contrie, alors garde de la Marine, est présent sur le navire lors des combats. Après la bataille, le Clairvoyant mouille à Basse-Terre 14 avril, puis à l'île de Saint-Christophe le 17 et enfin au Cap, à Saint-Domingue, le 21. 
En 1785, le Clairvoyant fait naufrage à Audierne. L'équipage s'en tire sauf.